# Обри де Куси
Обри де Куси (англ. Aubrey de Coucy) — один из соратников Вильгельма I Завоевателя и граф Нортумбрии в 1080 году (возможно, номинально до 1086 года).

## Биография
Обри де Куси происходил из Пикардии, где его семья владела замком Куси-ле-Шато-Офрик. Он участвовал в нормандском завоевании Англии и в качестве компенсации за службу в войсках короля Вильгельма I получил обширные земельные владения в Средней Англии, на территории позднее вошедшей в состав домена графов Лестер. 
В 1080 году, после подавления очередного восстания в Нортумбрии против нормандской власти, Вильгельм Завоеватель назначил графом Нортумбрии Обри де Куси. Однако состояние графства после «Опустошения Севера» 1069—1070 годов и последующих кампаний нормандских войск против местного населения было столь плачевным, что вскоре Обри отказался от графства и вернулся в Пикардию. Вместе с отказом от титула графа, Обри был вынужден вернуть королю и все остальные свои владения в Англии. 
Однако, вероятно, в течение нескольких лет ни владения Обри, ни титул графа Нортумбрии не передавались Вильгельмом другим лицам, поскольку в Книге Страшного суда (1086 год) всё ещё фигурируют земельные владения Обри де Куси. Лишь в 1086 году беспокойное графство Нортумбрия, в котором всё ещё ощущался упадок вследствие нормандских разорений, было передано Роберту де Мобрею, племяннику влиятельного епископа Кутанса Жоффруа.
Потомки Обри, сеньоры де Куси, играли важную роль в политической жизни Франции, особенно в период Столетней войны, когда Ангерран VII де Куси перешёл на сторону англичан и стал графом Бедфордом и супругом дочери английского короля Эдуарда III.